# Ghiacciaio Plata
Il ghiacciaio Plata è un ghiacciaio lungo circa 17 km situato nella parte nord-occidentale della Dipendenza di Ross, nell'Antartide orientale. Il ghiacciaio Plata, il cui punto più alto si trova a quasi 2000 m s.l.m., si trova nella parte occidentale dei monti della Vittoria, dove fluisce verso nord-est scorrendo tra l'estremità meridionale della dorsale Mirabito e il versante occidentale dei colli Monteath, fino a unire il proprio flusso a quello del ghiacciaio Jutland, poco est di picco Thomson.

## Storia
Il ghiacciaio Plata è stato così battezzato dal comitato neozelandese per i toponimi antartici in omaggio alla vittoria ottenuta alla vittoria ottenuta nella battaglia del Río de la Plata dalle forze Alleate nel 1939.